# Stilbia nisseni
Stilbia nisseni är en fjärilsart som beskrevs av Stertz 1914. Stilbia nisseni ingår i släktet Stilbia och familjen nattflyn. Inga underarter finns listade i Catalogue of Life.